# Beda Fomm
Beda Fomm er en lille kystby i det sydvestlige Cyrenaica i Libyen. Den ligger mellem den meget større havneby Benghazi mod nord og den større by El Agheila længere mod sydvest. Beda Fomm er mest kendt for at være stedet hvor de sidste kampe under Operation Compass foregik i 2. verdenskrig.
I slutningen af januar 1941 fik briterne kendskab til at italienerne, som var bange for den britiske fremrykning i Operation Compass var i færd med at evakuere Cyrenaica gennem Beda Fomm. Den britiske 7. panserdivision blev sendt af sted for at afskære den italienske hær. Halvvejs mod målet stod det klart at den samlede division var for langsom til at nå frem, så der blev sendt en "flyvende kolonne" af sted på en direkte rute gennem ørkenen. Den 5. februar 1941 ankom de til byen for at afskære de retirerende rester af den italienske 10. Arme. Den følgende dag nåede italienerne frem og angreb, men uden at opnå et gennembrud. I to dag holdt 500 soldater med rifler, en eskadron lette tanks og nogle få felt- og antitank kanoner stillingen mod 20.000 italienske soldater med 100 kampvogne og 200 kanoner. Kampen var hård og foregik ofte mand mod mand. På et vist tidspunkt erobrede en britisk oversergent en italiensk kampvogn ved at slå kommandøren i hovedet med skæftet af en riffel. Det sidste forsøg kom den 7. februar da 20 italienske Fiat M13/40 kampvogne brød igennem den tynde række af riffelskytter og anti-tank kanoner, blot for at blive stoppet af feltartilleri få meter fra et regimentshovedkvarter.
Efter dette mislykkede forsøg, og samtidig med at resten af 7. panserdivision ankom til Beda Fomm og 6. australske division rykkede frem fra Benghazi, overgav italienerne sig.
31°14′28″N 20°18′31″Ø / 31.241111°N 20.308611°Ø